# Karin Thulin
Karin Elisabeth Thulin, född 9 juni 1938, är en svensk dansare, dansterapeut, koreograf och pedagog.
År 1972 bildade Karin Thulin tillsammans med Kari Sylwan den fria dansgruppen Kari och Karin som  turnerade i bland annat Sverige samt gjorde en rad uppmärksammade  dansprogram på Sveriges Television.
Thulin var som danspedagog en av föregångsgestalterna inom dansterapi i Sverige och deltog 1971 i bildandet av Danscentrum. Karin Thulin har arbetat som danspedagog vid Koreografiska  Institutet, Dramatens elevskola, Operahögskolan och Dans- och cirkushögskolan.  
Hon har publicerat en rad böcker i ämnet danspedagogik, dansterapi samt debuterade 2011 som skönlitterär författare med en bok vars handling kretsar kring en ung flickas som genom konsten finner en väg tillbaka ur mental ohälsa. Boken har starka självbiografiska inslag.
Karin Thulin gifte sig 1976 med scenografen Lennart Mörk och har två döttrar.

## Teater

### Roller
| År   | Roll        | Produktion                                       | Regi        | Teater   |
| 1965 | Medverkande | Yvonne, prinsessa av Bourgogne Witold Gombrowicz | Alf Sjöberg | Dramaten |